# Лазутка, Станислав Антонович
Станислав Антонович Лазутка (7 мая 1923, Байсогол, Ново-Николаевская губерния — 6 июля 2009, Вильнюс) — советский и литовский историк.

## Биография
Родился в селе Байсогол Новосибирской области, основанном в 1883—1885 годах колонистами из Литвы. Брат — Валентин Лазутка, доктор философских наук, профессор, ректор Вильнюсской высшей партийной школы.
В 1941—1946 годах служил в Красной Армии, участник Великой Отечественной войны. В 1945 году вступил в ВКП(б).
В 1950 году он получил степень по истории в Вильнюсском университете. В 1958 году окончил Академию общественных наук при ЦК КПСС. В 1958 году защитил кандидатскую диссертацию на тему «Революционная ситуация в Литве 1859—1862 гг. (Предпосылки восстания 1863—1864 гг.)». В 1974 году он стал доктором наук (тема диссертации «Первый статут Литвы — феодальное присоединение Великого княжества Литовского»).
В 1948—1952 и 1959—2000 годах преподавал в Вильнюсском университете. С 1959 по 1963 год он был проректором по учебной работе, с 1977 года — профессором.
В 1951—1954 годах — заведующий Отделом науки и культуры ЦК КП Литвы.

## Научная деятельность
Исследовал первый Статут Великого княжества Литовского 1529 года, рассмотрел условия и причины его подготовки, значение в правовом закреплении феодальных отношений. Кроме того, он подготовил академический текст статута, основанный на всех сохранившихся текстах XVI века.

## Награды
- Заслуженный деятель культуры Литовской ССР (1965)
- Государственная премия Литовской ССР (1981)
- Государственная премия Литвы в области науки (1995)

## Сочинения
- Revoliucinė situacija Lietuvoje 1859—1862 m., 1961 m., rusų kalba
- Vilniaus universiteto istorija, vienas autorių ir atsakingasis redaktorius, 1979 m., rusų k.,
- Lietuvos Statutas — Didžiosios Lietuvos Kunigaikštystės feodalinis kodeksas, monografija, 1973 m., rusų k.
- Pirmasis Lietuvos Statutas: Paleografinė ir tekstologinė nuorašų analizė, su E. Gudavičiumi, 1.1 d. 1, 1983 m.
- Pirmasis Lietuvos Statutas. Dzialinskio, Lauryno ir Ališavos nuorašų faksimilės, su E. Gudavičiumi, 1.1 d. 2, 1985 m.
- Pirmasis Lietuvos Statutas. Tekstai senąja baltarusių, lotynų;ir senąja lenkų kalbomis t. 2 d. 1, 1991 m.
- Vytauto Didžiojo 1388 m. privilegija žydams, su E. Gudavičiumi, 1993 m.
- Lietuvos metrika (1528—1547), 6-oji Teismų bylų knyga. — Vilnius: Vilniaus universiteto leidykla, 1994.
- Lietuvos metrika (1522—1530) 4-oji Teismų bylų knyga (XVI a. pabaigos kopija). — Vilnius: Vilniaus universiteto leidykla, 1997. — ISBN 9986-19-270-6
- Leonas Sapiega: Gyvenimas, valstybinė veikla, politinės ir filosofinės pažiūros, 1998 m.; baltarusių k. 2004 m.
- Первый Литовский Статут (1529). — Vilnius: Margi raštai, 2004. — 522 p. — ISBN 9986-09-274-4
- Pirmasis Lietuvos Statutas (1529 m.) = Первый Литовский Статут (1529 г.): Zamoiskių ir Firlėjų rankraščių nuorašų paleografija ir faksimilės. — Vilnius: Margi raštai, 2007. — ISBN 978-9986-09-345-9